# The Concert in Central Park
The Concert in Central Park är en liveinspelad dubbel-LP med Simon & Garfunkel, utgiven i februari 1982. Albumet är en inspelning från Central Park i New York den 19 september 1981. Det brukar påstås att gratiskonserten bevittnades på plats av cirka en halv miljon människor. Albumet är producerat av Paul Simon, Art Garfunkel, Phil Ramone och Roy Halee. 
Två låtar som framfördes vid konserten kom inte med på albumet. Dels "The Late Great Johnny Ace" (som senare hamnade på Paul Simon-albumet Hearts and Bones) samt en avslutande repris av "Late in the Evening". Båda dessa återfinns dock på video- och DVD-utgåvan av konserten. 
Art Garfunkel var missnöjd med sin sånginsats och han spelade därför in stora delar av den på nytt i studio efteråt under överinseende av producenten Roy Halee. Han fick synka sina egna läpprörelser genom att samtidigt titta på konsertfilmen.(källa?)
Albumet nådde sjätte plats både på Billboardlistan och den brittiska albumlistan. En singel släpptes från albumet; The Everly Brothers-covern "Wake Up Little Susie", vilken nådde 27:e plats på Billboards singellista.

### Musiker
- Paul Simon – sång, gitarr
- Art Garfunkel – sång
- Pete Carr, David Brown – gitarr
- Anthony Jackson – basgitarr
- Richard Tee – klaviaturer
- Steve Gadd, Grady Tate – trummor
- Rob Mounsey – synthesizer
- John Gatchell, John Eckert – trumpet
- Dave Tofani, Gerry Niewood – saxofon

## Låtlista
Förutom där annat anges är samtliga låtar skrivna av Paul Simon.
1. "Mrs. Robinson" - 3:52
2. "Homeward Bound" - 4:22
3. "America" - 4:57
4. "Me and Julio Down by the Schoolyard" - 3:22
5. "Scarborough Fair" (engelsk folkvisa arrangerad av Simon & Garfunkel) - 3:52
6. "April Come She Will" - 2:37
7. "Wake Up Little Susie" (Felice och Boudleaux Bryant) - 2:19
8. "Still Crazy After All These Years" - 3:55
9. "American Tune" - 4:33
10. "Late in the Evening" - 4:09
11. "Slip Slidin' Away" - 4:54
12. "A Heart in New York" (Benny Gallagher/Graham Lyle) - 2:49
13. "Kodachrome/Maybellene" (Paul Simon/Chuck Berry) - 5:51
14. "Bridge over Troubled Water" - 4:48
15. "50 Ways to Leave Your Lover" - 4:23
16. "The Boxer" - 6:02
17. "Old Friends" - 2:52
18. "The 59th Street Bridge Song (Feelin' Groovy)" - 2:01
19. "The Sound of Silence" - 4:13